# 보르구주

보르구주

보르구주(프랑스어: Borgou)는 베냉 중부에 위치한 주로, 주도는 파라쿠이며 면적은 25,310km2, 인구는 1,202,095명(2013년 기준)이다. 북쪽으로는 알리보리주, 북서쪽으로는 아타코라주, 서쪽으로는 동가주, 남쪽으로는 콜린주와 접하며 동쪽으로는 나이지리아와 국경을 맞대고 있다.
1999년 보르구주 북부가 알리보리주로 분리되어 신설되었다. 8개 지방 자치체(벰베레케레, 칼랄레, 은달리, 니키, 파라쿠, 페레레, 시넨데, 차우루)를 관할한다.